# ストーンクレスト
ストーンクレスト（英: Stonecrest）は、アメリカ合衆国ジョージア州のディカーブ郡にある都市。人口は5万9194人（2020年）。アトランタ都市圏のベッドタウンである。

## 概要
2017年に誕生した若い市である。それまでは国勢調査指定地域（CDP）だった。市内に鉄道駅はないが州間高速道路20号線でアトランタと結ばれており、通勤に利用されている。商業施設は高速道路のインターチェンジ周辺に集まっており、広域から買い物客を集めている。2020年アメリカ合衆国国勢調査によると、市の人口の91パーセントはアフリカ系アメリカ人である。

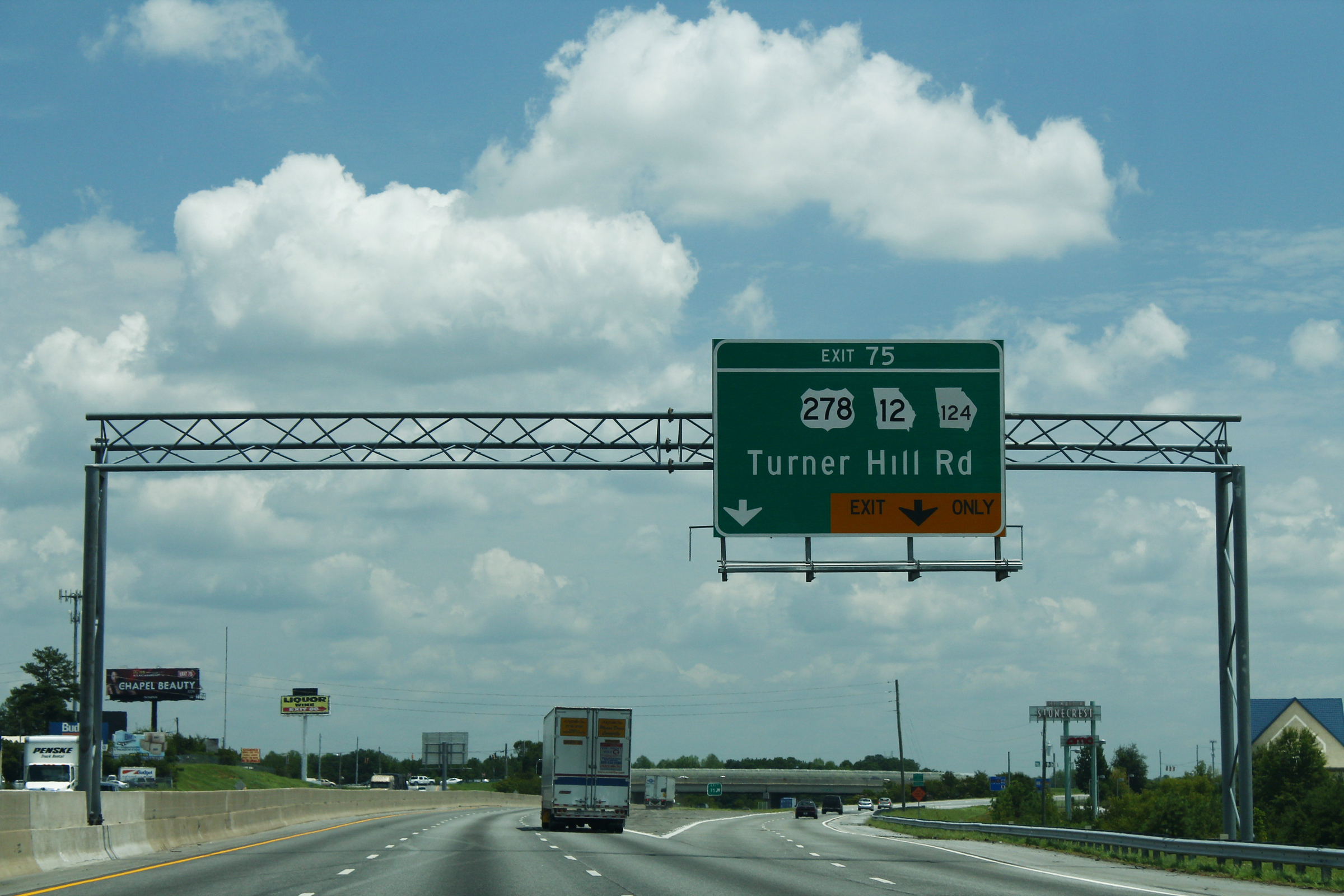
州間高速道路20号線 75番出口